# PQ-11
PQ-11 — арктический конвой времён Второй мировой войны.
PQ-11 был отправлен в СССР 14 февраля 1942 года, от берегов Исландии со стратегическими грузами и военной техникой из США, Канады и Великобритании. В его состав входило 13 грузовых судов. Его сопровождали 3 эсминца, два корвета и 4 вооруженных траулера. 22 февраля 1942 года он прибыл в Мурманск.
Конвой достиг своего места назначения в составе 12 торговых судов, одно судно было потоплено немецким эсминцем.